# チョコレート寒天培地

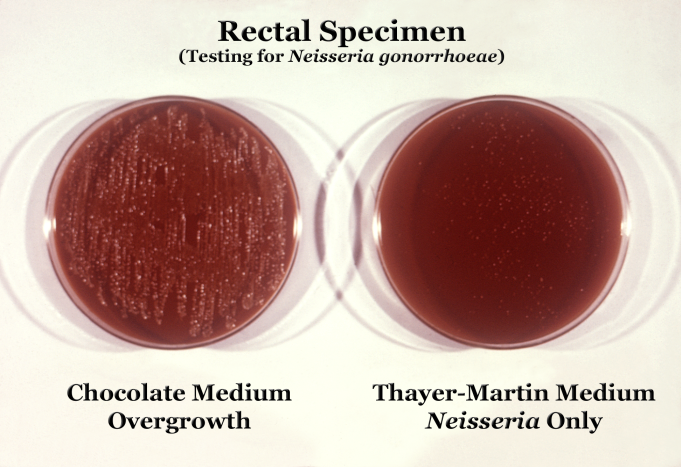
Neisseria gonorrhoeae培養による2つの寒天培地の比較

チョコレート寒天培地（チョコレートかんてんばいち、英: chocolate agar:CHOC）とは栄養に富む非選択発育培地の1つ。血液寒天培地の変法の1つである。
チョコレート寒天培地には56℃でゆっくりと加熱して溶解させた赤血球もしくは、ヘモグロビンが含まれている。チョコレート寒天培地はインフルエンザ菌のような栄養要求性の厳しい真正細菌の培養に用いられる。それらの真正細菌はNADやヘマチンのような赤血球に含まれる発育因子を必要とするため、発育には赤血球の溶解産物が必要不可欠である。
チョコレート寒天培地には実際にチョコレートが含まれているわけではなく、チョコレート色をしているからそう呼ばれるだけである。
チョコレート寒天培地では多くの一般細菌が発育可能であるため、糞便からの培養は不可能である。